# MAMINO
MAMINO (tiếng Hàn Quốc: 프로미) là một nhóm nhạc nữ Hàn Quốc được thành lập vào ngày 24 tháng 2 năm 2019 bởi SMQ Music.Nhóm ra mắt ngày 1 tháng 3 năm 2019 với ca khúc mang tên Losita và phát hành 1 mini album mang têm Maminoo Girls

## Ra mắt
MAMINO hay còn gọi là Mamino Girls mang theo phong cách trẻ trung và năng động. Sau khi ra mắt nhóm còn được quảng bá bên Nhật để mở rộng danh tiếng.
Nhóm có thành viên Jiah từng là thực tập sinh của MBK Entertainment, Syra là người Mỹ lai Hàn, Lee Han từng hoạt động cá nhân bên Trung Quốc....

## Thành viên
| Nghệ danh | Nghệ danh | Tên khai sinh                   | Tên khai sinh | Tên khai sinh  | Tên khai sinh | Tên khai sinh   | Ngày sinh        | Nơi sinh                          |
| Latinh    | Hangul    | Latinh                          | Hangul        | Kana           | Hanja         | Hán-Việt        | Ngày sinh        | Nơi sinh                          |
| --------- | --------- | ------------------------------- | ------------- | -------------- | ------------- | --------------- | ---------------- | --------------------------------- |
| Jiah      | 새롬      | Lee Ji-Ah                       | 이새롬        | イ・セロム     | 李賽綸        | Lý Trí Ân       | 7 tháng 5, 1996  | Suwon, Gyeonggi-do, Hàn Quốc      |
| Sonah     | 하영      | Song So-na                      | 송하영        | ソン・ハヨン   | 宋河英        | Tống Mỹ Nhân    | 2 tháng 12, 1999 | Gwangju, Hàn Quốc                 |
| Jang Mie  | 규리      | Jang Gyu-mi                     | 장규리        | チャン・ギュリ | 張圭悧        | Trương Khuê My  | 15 tháng 3, 2000 | Seoul, Hàn Quốc                   |
| Soryah    | 지원      | Park Ji-won                     | 박지원        | パク・ジウォン | 朴池原        | Phác Trí Nguyên | 20 tháng 9, 2001 | Busan, Hàn Quốc                   |
| Jinny     | 지선      | Yang Jin-nie                    | 노지선        | イ・ソヨン     | 盧知宣        | Dương Tú Nhi    | 30 tháng 1, 2003 | Seoul, Hàn Quốc                   |
| Yuri      | 서연      | Lee Seo-yeon                    | 이서연        | イ・ソヨン     | 李瑞淵        | Lý Thụy Uyên    | 22 tháng 4, 2003 | Seoul, Hàn Quốc                   |
| Lee Han   | 채영      | Lee Han                         | 이영          | イ・チェヨン   | 李采映        | Lý Hân          | 1 tháng 6, 2003  | Bắc Kinh, Trung Quốc              |
| Nayoung   | 나경      | Lee Na-gyung                    | 이나경        | イ・ナギョン   | 李娜炅        | Lý Nhã Quỳnh    | 9 tháng 11, 2003 | Bundang-gu, Gyeonggi-do, Hàn Quốc |
| Syra      | 지헌      | Baek Ji-rin/ Syra Amelina James | 백지헌        | ペク・ジホン   | 白知憲        | Bạch Gia Linh   | 8 tháng 1, 2004  | New York, Jeolla-nam, Hàn Quốc    |